# 마쓰모토 다다시
마쓰모토 다다시(일본어: 松本 匡史 まつもと ただし[*], 1954년 8월 8일 ~ )는 일본의 전 프로 야구 선수이자 야구 지도자, 야구 해설가·평론가이다.
본명은 마쓰모토 사토시(松本 哲)이며, 현역 시절 푸른 장갑과 은테 안경이 자신의 트레이드 마크였다. 연간 도루 개수의 센트럴 리그 기록 보유자로도 알려져 있다.

## 상세 정보

### 출신 학교
- 호토쿠가쿠엔 고등학교
- 와세다 대학

### 선수 경력
- 요미우리 자이언츠(1977년 ~ 1987년)

### 지도자 경력
- 요미우리 자이언츠 수비·주루 코치(1989년 ~ 1994년)
- 요미우리 자이언츠 2군 감독(1995년 ~ 1997년)
- 도호쿠 라쿠텐 골든이글스 1군 수석 코치(2006년)

### 수상·타이틀 경력

#### 타이틀
- 도루왕: 2회(1982년, 1983년)

#### 수상
- 베스트 나인: 1회(1983년)
- 다이아몬드 글러브상: 3회(1981년 ~ 1983년)
- 월간 MVP: 1회(1982년 7월)
- 고라쿠엔 MVP상: 1회(1982년)

### 개인 기록

#### 첫 기록
- 첫 출장: 1977년 4월 3일, 대 주니치 드래곤스 2차전(고라쿠엔 구장), 6회초에 도이 쇼조를 대신해서 2루수로 출장
- 첫 타석·첫 안타·첫 타점: 상동, 7회말에 도노우에 데라시로부터 중전 적시타
- 첫 도루: 1977년 4월 19일, 대 한신 타이거스 1차전(한신 고시엔 구장), 9회초에 2루 안착(투수: 후루사와 겐지, 포수: 다부치 고이치)
- 첫 선발 출장: 1977년 5월 1일, 대 야쿠르트 스왈로스 5차전(메이지 진구 야구장), 7번·2루수로서 선발 출장
- 첫 홈런: 1977년 5월 10일, 대 다이요 웨일스 6차전(가와사키 구장), 7회초에 아와구치 겐지의 대타로서 출장, 마시바 시게쿠니로부터 솔로 홈런

#### 기록 달성 경력
- 통산 300도루: 1986년 6월 8일, 대 야쿠르트 스왈로스 10차전(메이지 진구 야구장), 3회초에 2루 안착(투수: 스즈키 마사유키, 포수: 아시자와 마사루) ※역대 18번째
- 통산 1000경기 출장: 1987년 8월 30일, 대 히로시마 도요 카프 16차전(히로시마 시민 구장), 8회초에 마키하라 히로미의 대타로서 출장 ※역대 273번째

#### 기타
- 올스타전 출장: 6회(1981년 ~ 1985년, 1987년)

### 등번호
- 23(1977년 ~ 1979년)
- 2(1980년 ~ 1987년)
- 88(1989년 ~ 1997년)
- 83(2001년)
- 82(2006년)

### 연도별 타격 성적
| 연 도      | 소 속      | 경 기 | 타 석 | 타 수 | 득 점 | 안 타 | 2 루 타 | 3 루 타 | 홈 런 | 루 타 | 타 점 | 도 루 | 도 루 자 | 희 생 번 | 희 생 플 | 볼 넷 | 고 4 | 사 구 | 삼 진 | 병 살 타 | 타 율 | 출 루 율 | 장 타 율 | O P S |
| ---------- | ---------- | ----- | ----- | ----- | ----- | ----- | ------- | ------- | ----- | ----- | ----- | ----- | -------- | -------- | -------- | ----- | ---- | ----- | ----- | -------- | ----- | -------- | -------- | ----- |
| 1977년     | 요미우리   | 49    | 61    | 57    | 11    | 20    | 3       | 0       | 4     | 35    | 11    | 10    | 3        | 0        | 0        | 4     | 0    | 0     | 10    | 0        | .351  | .393     | .614     | 1.007 |
| 1978년     | 요미우리   | 67    | 70    | 66    | 13    | 14    | 1       | 0       | 0     | 15    | 5     | 12    | 1        | 1        | 2        | 1     | 0    | 0     | 18    | 1        | .212  | .224     | .227     | .451  |
| 1980년     | 요미우리   | 71    | 225   | 198   | 28    | 55    | 5       | 0       | 1     | 63    | 15    | 21    | 9        | 3        | 0        | 20    | 0    | 4     | 50    | 3        | .278  | .356     | .318     | .674  |
| 1981년     | 요미우리   | 115   | 284   | 261   | 33    | 79    | 9       | 1       | 3     | 99    | 21    | 33    | 13       | 7        | 1        | 14    | 0    | 1     | 44    | 1        | .303  | .341     | .379     | .720  |
| 1982년     | 요미우리   | 113   | 465   | 415   | 62    | 117   | 13      | 5       | 1     | 143   | 12    | 61    | 13       | 9        | 0        | 37    | 0    | 4     | 65    | 0        | .282  | .346     | .345     | .691  |
| 1983년     | 요미우리   | 125   | 568   | 510   | 75    | 150   | 15      | 4       | 6     | 191   | 24    | 76    | 16       | 4        | 1        | 49    | 1    | 4     | 80    | 1        | .294  | .361     | .375     | .735  |
| 1984년     | 요미우리   | 121   | 452   | 394   | 61    | 102   | 10      | 7       | 3     | 135   | 24    | 45    | 17       | 4        | 3        | 48    | 0    | 3     | 58    | 2        | .259  | .344     | .343     | .686  |
| 1985년     | 요미우리   | 130   | 588   | 523   | 97    | 158   | 26      | 1       | 5     | 201   | 37    | 32    | 12       | 9        | 1        | 54    | 0    | 1     | 83    | 3        | .302  | .368     | .384     | .752  |
| 1986년     | 요미우리   | 119   | 516   | 461   | 66    | 118   | 14      | 8       | 3     | 157   | 26    | 39    | 9        | 8        | 0        | 43    | 0    | 4     | 67    | 3        | .256  | .325     | .341     | .665  |
| 1987년     | 요미우리   | 106   | 392   | 365   | 50    | 89    | 14      | 1       | 3     | 114   | 20    | 13    | 10       | 1        | 2        | 24    | 0    | 0     | 74    | 2        | .244  | .289     | .312     | .601  |
| 통산: 10년 | 통산: 10년 | 1016  | 3621  | 3250  | 496   | 902   | 110     | 27      | 29    | 1153  | 195   | 342   | 103      | 46       | 10       | 294   | 1    | 21    | 549   | 16       | .278  | .340     | .355     | .695  |

- 굵은 글씨는 시즌 최고 성적.